# Ингерманланд (линейный корабль, 1715)
«Ингерманланд» — парусный линейный корабль Балтийского флота Российской империи, построенный по проекту Петра I, первый из кораблей одноимённого типа и один из любимых линейных кораблей царя. Во время Северной войны выступал в роли флагмана как российского, так и объединённого русско-датско-голландско-английского флотов, периодически ходил под штандартом Петра I.
Корабль был назван в честь земель, расположенных в устье Невы и известных под названием Ингерманландии, которые были отвоёваны у шведов в начале Северной войны.

## Описание корабля
Один из двух кораблей одноимённого типа. Эти корабли были спроектированы Петром I, отличались хорошей огневой мощью, скоростью, мореходностью и пропорциональностью корпуса, также имели достаточно совершенное для своего времени парусное вооружение. Бывший учитель Петра I по корабельному делу Поль Клаас писал об «Ингерманланде»: «Корабль изряден пропорциею».

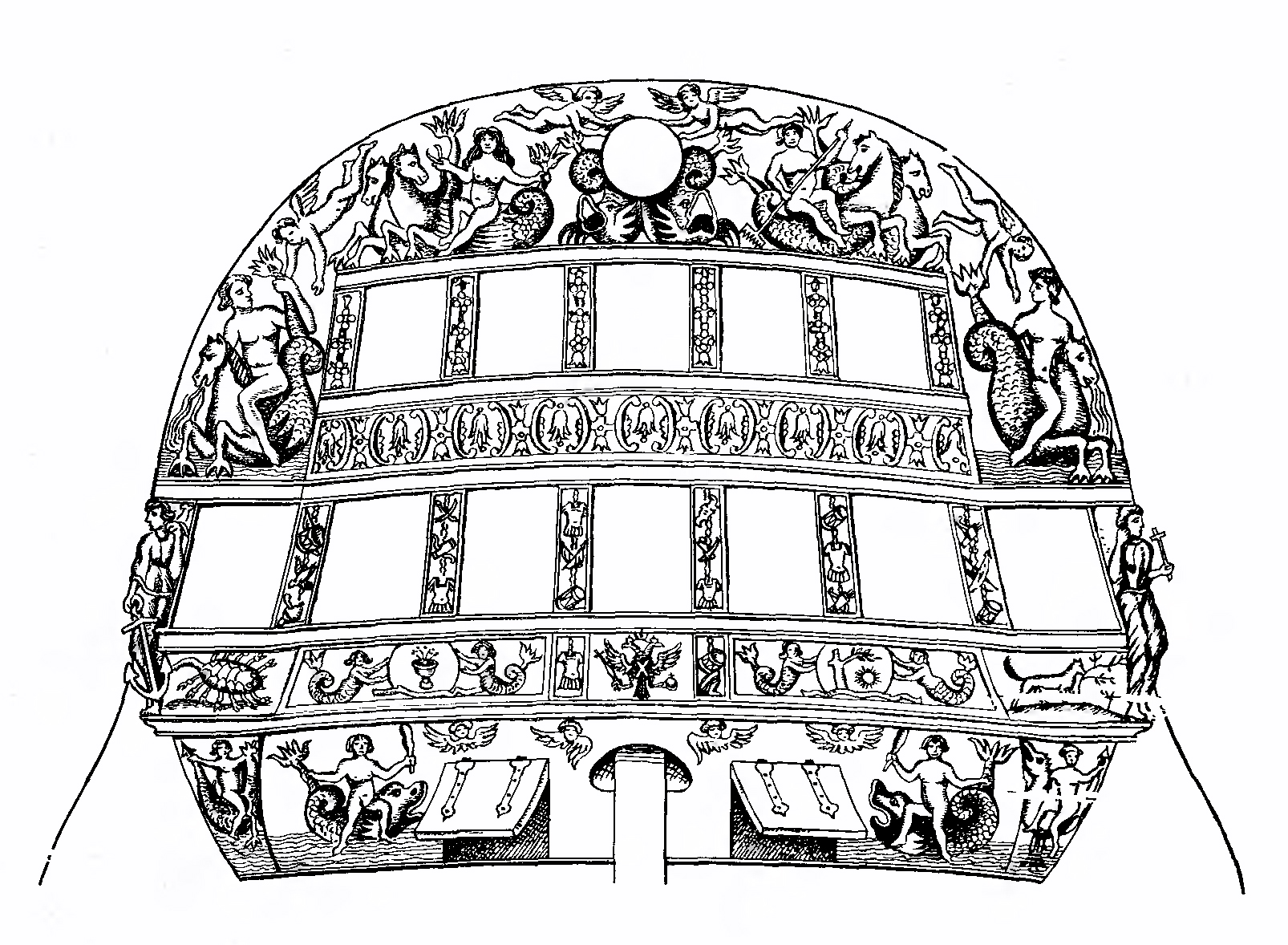
Кормовой рисунок корабля

Корабли этого типа были двухдечными с коротким баком. Длина кораблей составляла 46,25—46,3 метра, ширина — 12,8 метра, а глубина интрюма — 5,56—5,6 метра. Численность экипажа судов могла достигать 470 человек.
Вооружение составляли 64 орудия, причём существует несколько версий описания вооружения:
- По одной версии на гондеке располагались двадцать шесть 24-фунтовых пушек, на мидельдеке — двадцать шесть 18-фунтовых пушек, на форкастеле — от 12 до 16 пушек, на баке — до 4 пушек[6].
- По другой версии вооружение состояло из двадцати четырёх 30-фунтовых, двадцати четырёх 16-фунтовых, четырнадцати 14—фунтовых и двух 2-фунтовых пушек. Также встречаются упоминания о двух 12-фунтовых погонных пушках на баке[1][7][5].
- Согласно третьей версии, на гондеке корабля были установлены 32-фунтовые пушки[5].

Корма корабля была украшена резной композицией мифологического содержания, а на кормовом подзоре контртимберсов располагались изображения, взятые из изданной в 1705 году книги «Символы и эмблемата». Этот узор состоял из старого дерева с молодой порослью, бегущего с лавровой ветвью в зубах зверя и с трудом преодолевающей препятствия черепахи. В книге перечисленные символы сопровождались следующими описаниями: «Старый дуб обновляет надежду», «Победа любит прилежание» и «Терпением увидишь делу окончание». В орнаменте, украшавшем линейный корабль эти объекты символизировали надежду возрождения былой славы русских мореходов, первые победы флота и требующиеся для достижения успеха терпение и упорство.

## История службы
Линейный корабль «Ингерманланд» был заложен в Санкт-Петербургском адмиралтействе 30 октября (10 ноября) 1712 года и после спуска на воду 1 (12) мая 1715 года вошёл в состав Балтийского флота России. Строительство вёл корабельный мастер Ричард Козенц.
Принимал участие в Северной войне. В кампанию 1715 года в июле и августе выходил в крейсерские плавания в Финский залив в составе эскадры, в том числе под флагом Петра I. В кампанию 1716 года в апреле и мае находился в составе эскадры, совершавшей крейсерское плавание у острова Борнгольм. В июле в составе эскадры капитан-командора П. И. Сиверса перешёл из Ревеля в Копенгаген, затем с 5 (16) по 14 (25) августа августа под флагом Петра I и во главе объединённого русско-датско-голландско-английского флота выходил в плавание в Балтийское море, а 22 октября (2 ноября) вернулся в Ревель на зимовку в составе эскадры капитан-командора В. Шельтинга.
В кампанию 1717 года находился в составе эскадры генерал-адмирала графа Ф. М. Апраксина, которая с 4 (15) июня по 16 (27) июля выходила в крейсерское плавание к шведским берегам и осуществляла высадку десанта русских войск на Готланд. В июле и августе следующего 1718 года под флагом Петра I возглавлял крейсерские плавания кораблей российского флота в Финском заливе.
В июне и июле 1719 года выходил в крейсерские плавания к Гангуту в составе эскадры кораблей Балтийского флота, под флагом Петра I ходил к Ревелю, в финляндские и аландские шхеры, а также принимал участие в прикрытии гребного флота, перевозившего десант русских войск к берегам Швеции. В том же году во время крейсерского плавания у острова Ламеланд приткнулся к мели. В кампанию 1720 года выходил в плавания в Финский залив. В июне 1721 года перешёл в составе отряда из Кронштадта в Ревель, после чего под флагом Петра I выходил из Ревеля в залив Рогервик и к острову Котлин, а также принимал участие в маневрах флота. После окончания войны корабль ушёл в Кронштадт, куда прибыл 5 (16) сентября 1721 года.
С июня по август 1722 года выходил в практическое плавание в Финский залив в составе эскадры кораблей Балтийского флота. С июня по октябрь 1724 года на «Ингерманланде», находившемся в это время в составе эскадры вице-адмирала Д. Вильстера у Красной Горки, проводились мероприятия по обучению экипажа. 
Согласно указу Петра I, корабль «Ингерманланд» должен был быть сохранён «для памяти», в связи с чем с 1725 года находился в Кронштадте и в море не выходил, а в 1727 году подвергся ремонту. По сведениям из одних источников корабль по состоянию на 1735 год из-за прогнившего корпуса заполнился водой и находился на мели в Кронштадтской гавани в полузатопленном состоянии, а в 1736 году был разобран, согласно другой версии «Ингерманланд» затонул в Кронштадтской гавани в 1738 году и был разобран только после 1739 года.

## Галерея

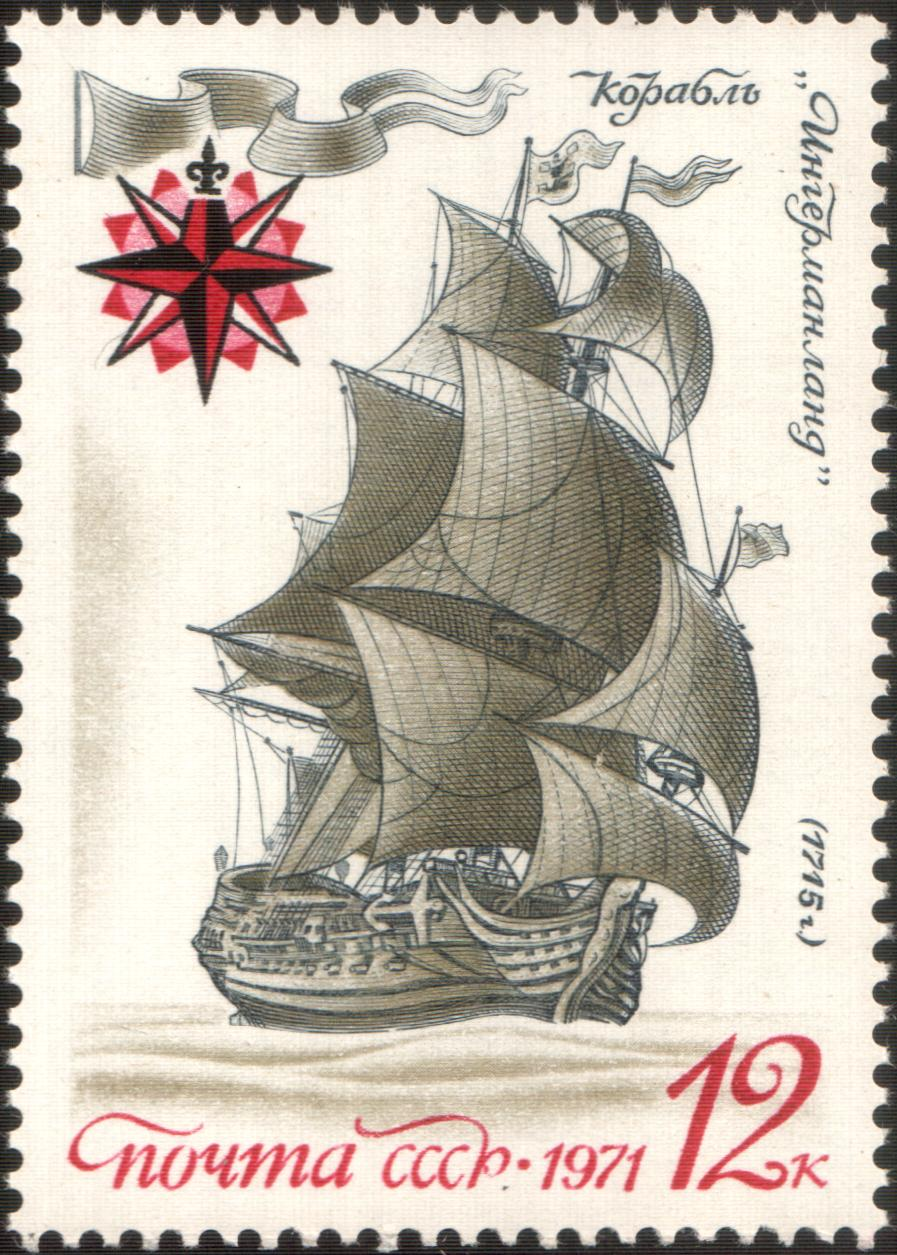
Корабль «Ингерманланд» на советской марке 1971 года
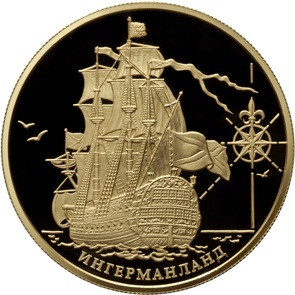
Корабль «Ингерманланд» на памятной монете Банка России 2012 года

## Командиры корабля
В таблице приведены командиры линейного корабля «Ингерманланд» за всё время его службы в составе Российского императорского флота.
| Годы службы      | Звание             | Имя и фамилия  | Комментарий                                                                                            | Прим.         |
| ---------------- | ------------------ | -------------- | --- | ------------- |
| 1715—1717 годы   | капитан 3-го ранга | Мартин Госслер | Фактически командовал кораблём большую часть его службы, в том числе во время Северной войны.          | [ 14 ] [ 15 ] |
| 1717—1721 годы   | капитан 1-го ранга | Мартин Госслер | Фактически командовал кораблём большую часть его службы, в том числе во время Северной войны.          | [ 14 ] [ 15 ] |
| 1721 год         | капитан 3-го ранга | Карл Верден    | Назначен командовать кораблём по расписанию, однако фактически командовал кораблём «Святая Екатерина». | [ 14 ] [ 16 ] |
| 1722 и 1724 годы | капитан-командор   | Мартин Госслер | Вновь командовал кораблём в практических плаваниях уже после окончания Северной войны.                 | [ 14 ] [ 17 ] |

### Комментарии
1. ↑  Второй, «Москва», был заложен 30 октября (10 ноября) 1712 года и спущен на воду 27 июня (8 июля) 1715 года.
2. ↑  151 фут.
3. ↑  42 фута.
4. ↑  18 футов 3 дюйма.